# Malcolm Douglas
Malcolm Douglas (* 14. März 1941 in Melbourne; † 23. September 2010 in Broome) war ein australischer Tierfilmer, Abenteurer und Krokodilexperte. Er drehte zahlreiche Filmdokumentationen über die Natur Australiens und das Überleben im Outback. Er betrieb eine Krokodilfarm und einen Wildpark bei Broome und engagierte sich für den Tierschutz.

## Leben
Im Jahr 1964 gaben der 23-jährige Malcolm Douglas und sein Freund David Oldmeadow ihre Jobs als Lager- und Farmarbeiter in der Region Riverina in New South Wales auf und machten eine sechsmonatige Reise quer durch Australien. Aus den geplanten sechs Monaten wurden vier Jahre. Während ihrer Reise filmten sie die Tier- und Pflanzenwelt in Australien. Aus dem Filmmaterial wurde später die Dokumentation Across the Top, die 1976 im australischen Fernsehen ausgestrahlt wurde und Rekordwerte bei den Einschaltquoten für Dokumentationen erreichte. Später drehte Douglas mehr als 50 weitere Dokumentationen und Filme für die Fernsehsender Channel Seven und Channel Nine.
Die sechsteilige Serie In The Bush with Malcolm Douglas, die Douglas im Jahr 2008 drehte, wurde im Jahr 2009 jeweils Samstagabend auf Channel Seven ausgestrahlt. In Deutschland wurde die Serie auf kabel eins und später auf VOX unter dem Titel Unterwegs mit Malcolm Douglas gezeigt.
Seit 1983 betrieb Douglas eine Krokodilfarm, 16 Kilometer nordöstlich von Broome gelegen. Dort hielt er mehrere tausend Krokodile und vermarktete ihr Fleisch und die Häute. Im Jahr 2007 eröffnete er angrenzend einen Wildpark, in dem heute unter anderem Kasuare, Emus, Riesenstörche und andere Vögel, Kängurus (unter anderem Bergkängurus und Wallabys) sowie Schlangen und Echsen zu besichtigen sind.
2004 erhielt Douglas die Diagnose Prostatakrebs, die Ärzte gaben ihm noch 18 Monate. Er konnte die Krankheit allerdings besiegen. Er starb am 23. September 2010 durch einen Autounfall in seinem Wildpark. Er wurde eingeklemmt zwischen seinem Wagen und einem Baum gefunden. Douglas hinterließ seine Frau Valerie und zwei erwachsene Kinder.